# Iridopsis ustifumosa
Iridopsis ustifumosa là một loài bướm đêm trong họ Geometridae.